# Liévin Lerno
Liévin Lerno   (Lokeren, 5 d'octubre de 1927 - Bèlgica, març 2017) va ser un ciclista belga, que fou professional entre 1949 i 1954. Com amateur, guanyà la medalla de plata al Campionat del Món en ruta de 1948 per darrere del suec Harry Snell. Va participar en els Jocs Olímpics de 1948.